# 御学問所御用掛
御学問所御用掛（おんがくもんしょごようがかり）とは、主に、東宮に対して専門的知識を進講する日本特有の御所を指す。
昭和天皇の東宮御学問所総裁は元帥海軍大将の東郷平八郎が務め、また、東京帝国大学（現・東京大学）総長の濱尾新が東宮御学問所副総裁を務めている。
教授陣としては、人格形成に影響のあった人物として皇室に「人間」としての歴史学を進講した白鳥庫吉博士や、生物学を進講し赤坂離宮の生物学御研究所専任として即位後も奉仕を続けた服部廣太郎博士、憲法学では清水澄博士が、大正天皇と二代に渡って進講を務めている。その他、地理学は山崎直方博士、数学は吉江琢児博士、国語・漢文は飯島忠夫博士などの教授陣が挙げられ、大正10年(1921年)に卒業まで正科16科目を、教授23人で担当した。
帝王学ともいうべき倫理については杉浦重剛が教授した。